# 모로나이

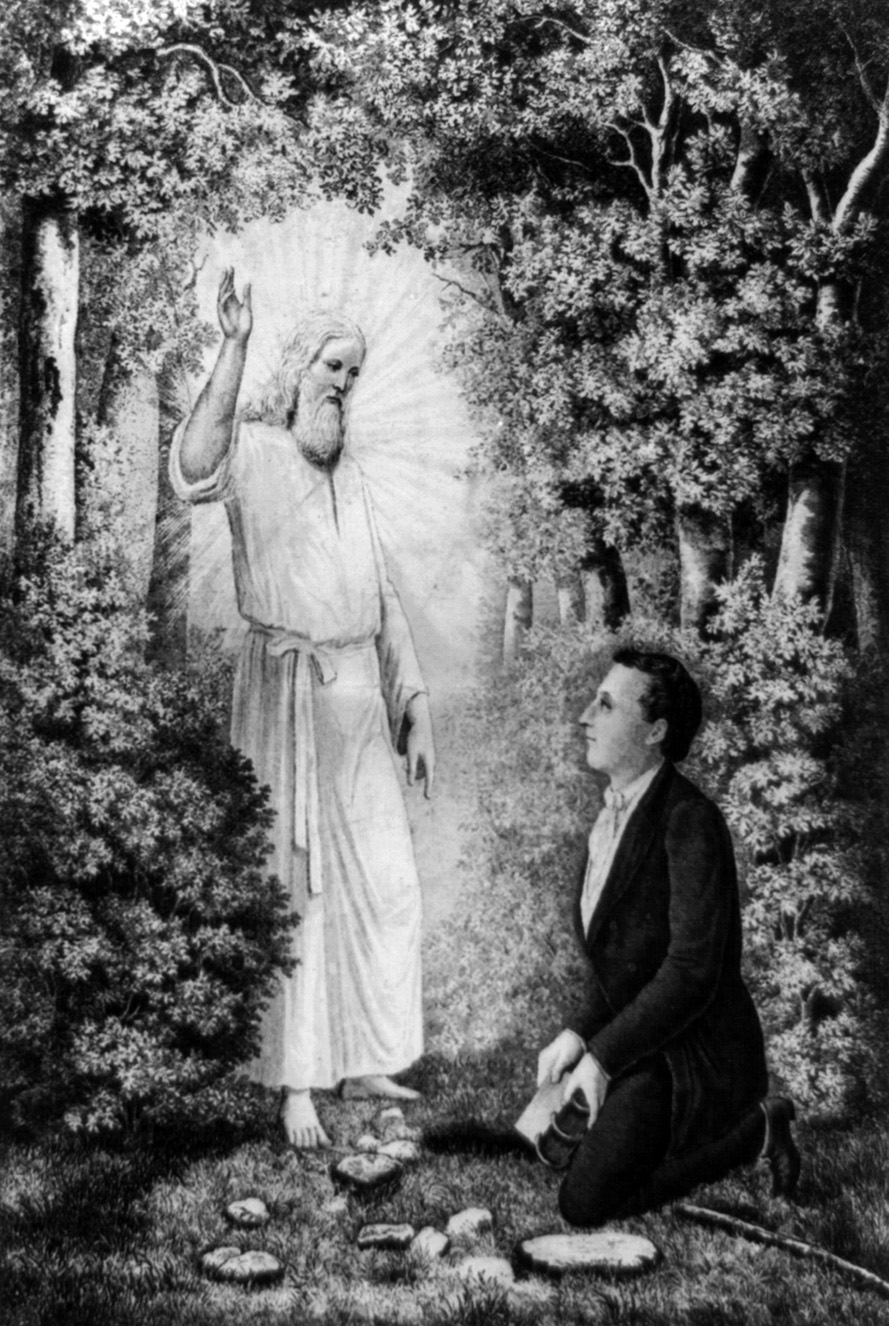

모로나이(Moroni)는 몰몬경과 관련된 인물이다. 조셉 스미스의 기록에 의하면, 그가 하늘의 사자로서 몰몬경 번역자이자 현대의 초대 선지자인 조셉 스미스에게 나타나 자신이 주앞에 땅 속의 돌상자에 묻어 보관하던 금판 원본을 번역하도록 인도하였다고 한다.

## 모로나이, 고대의 선지자
모로나이(Moroni)는 고대 아메리카 대륙의 니파이 백성 마지막 시대의 장군 중의 한사람이요 선지자라고 한다. 그는 부친인 선지자 몰몬(Mormon)으로부터 고대 기록들을 인수받고 자신의 기록을 추가하여 뉴욕주 팔마이라 근처 구모라 언덕 땅 속에 묻은 사람이라고 한다. 고대의 여러 방대한 기록을 요약 정리하여 하나의 판으로 만든 것은 몰몬의 업적이지만, 그는 이 기록에 이더서와 모로나이서를 추가하여 서기 421년경에 보관한 것이라고 한다.

## 모로나이 천사
고대 선지자 모로나이가 1823년 9월 21일 밤에 기도하고 있던 시골 청소년 조셉 스미스에게 부활한 영광스러운 모습으로 나타나 자신이 하나님으로부터 보냄을 받은 모로나이임을 밝히고 고대 기록인 몰몬경 금판 원본에 대해 설명하였다고 한다. 그는 때가 되면 그 판을 받게 될 것이며, 번역이 완료될 때까지 잘 보관하여야 한다는 엄중한 경고를 하였다고 한다. 그 이튿날 금판이 묻힌 현장에서 다시 조셉 스미스와 만났고, 그 후 매년 9월 22일 그곳에서 만나 조셉 스미스는 그로부터 앞날의 일어날 일과 고대 역사에 대해 교육받게 되었다고 한다.

## 조셉 스미스가 기술한 모로나이 천사
조셉 스미스는 1823년 9월 21일 밤, 침대에 누운 채 기도하던 중 한 줄기 빛이 방 안에 퍼지기 시작했다고 증언하였다.
이 빛은 점점 밝아졌고, 마침내 한낮보다 밝게 빛나는 가운데 한 인물이 나타났다.
해당 인물은 공중에 서 있었으며, 지극히 흰 옷을 입고 있었다.
그 옷과 그의 외모는 세상의 그 어떤 것보다 찬란하고 눈부셨다고 묘사된다.
조셉은 그를 보고 처음엔 두려움을 느꼈지만, 곧 평안해졌다고 한다.
이 인물은 자신을 “하나님으로부터 보냄을 받은 천사 모로나이”라고 소개했다.
모로나이는 조셉에게 금판의 존재를 알렸다.
금판에는 고대 아메리카 대륙 주민들의 역사와 예수 그리스도의 복음이 기록되어 있다고 하였다.
또한 판과 함께 ‘우림과 둠밈’이라는 도구가 묻혀 있으며,
이 도구는 고대 선견자들이 사용하던 것으로, 금판을 번역하는 데 사용된다고 설명하였다.
모로나이는 구약 성경 말라기서, 이사야서, 사도행전, 요엘서 등 다양한 성경 구절을 인용하면서
이 사건이 “마지막 날의 시작”과 관련이 있음을 강조하였다.
그는 말라기서의 구절들을 기존 성경과는 다르게 인용하였고,
예언자 엘리야를 통한 신권 회복, 심판의 날, 세대 간의 마음 회복 등을 언급하였다.
그날 밤, 모로나이는 총 세 차례 조셉에게 나타났고,
매번 같은 메시지를 반복하며 주의를 주고 자세한 지시를 내렸다.
세 번째 방문에서 그는 조셉에게 재물에 대한 유혹을 경고하였다.
판을 탐하는 동기가 하나님을 영화롭게 하려는 목적이 아닐 경우, 판을 얻지 못할 것이라고 경고하였다.
그가 떠난 뒤 조셉은 잠을 이루지 못했고, 이튿날 일을 하려 했으나 탈진하여 쓰러졌다.
그 순간 다시 모로나이가 나타났고, 전날 밤 말했던 내용을 다시 전했다.
그리고 조셉에게 자신의 부친에게 모든 사실을 전하고 허락을 받을 것을 지시하였다.
조셉은 부친에게 가서 시현의 내용을 전했고, 부친은 그것이 하나님으로부터 온 것이라며 지지를 보냈다.
이후 조셉은 시현에서 본 장소로 가게 되었고,
뉴욕주 맨체스터 인근 언덕(후일 ‘쿠모라 언덕’으로 불림)의 서편 경사면에서 금판이 묻힌 돌 상자를 발견하였다.
돌 상자는 시멘트로 된 구조였고, 내부에는 판과 가슴판, 우림과 둠밈이 함께 들어 있었다.
하지만 모로나이는 판을 꺼내는 것을 금하며, 아직 때가 이르지 않았음을 밝혔다.
조셉은 그 후로 4년간 매년 같은 날, 같은 장소에서 모로나이와 만나 가르침을 받았다.
이러한 만남은 주로 종말론, 신권 회복, 복음의 회복, 교회의 조직 등에 대한 교육 중심이었다.
그리고 1827년 9월 22일, 드디어 모로나이는 조셉에게 금판을 넘겨주었다.
조셉은 이 금판을 번역하여 후에 몰몬경(Book of Mormon)으로 출판하게 된다.
해당 사건은 예수 그리스도 후기 성도 교회의 공식 역사에서 매우 중요한 위치를 차지하며,
몰몬경의 기원과 조셉 스미스의 선지자적 권위를 뒷받침하는 핵심 사건으로 간주된다.